# Nel Beltrán Santamaría
Nel Hedye Beltrán Santamaría (San Andrés, Santander, Colombia, 24 de diciembre de 1940-Bucaramanga, 12 de agosto de 2025) fue un prelado colombiano, Obispo emérito de la Diócesis de Sincelejo.

## Vida
Monseñor Nel Hedye Beltrán Santamaría nació en San Andrés (Santander) el 24 de diciembre de 1940, hijo de Luis Beltrán y Ana Francisca Santamaría, sus hermanos Rogerio Orlando, Enrique Armando y Jairo Edgar.

## Sacerdocio
Fue ordenado sacerdote el 29 de junio de 1964 en Barrancabermeja después de estudiar Filosofía en el Seminario Mayor de Pamplona y Teología en la Pontificia Universidad Javeriana en Bogotá, donde consiguió la Licenciatura en Teología. 
Prosiguió sus estudios en Roma donde obtuvo la Licenciatura en Sociología en la Pontificia Universidad de Santo Tomás y el Doctorado en Teología Moral en el Pontificio Ateneo de San Alfonso.
En su ministerio sacerdotal ocupó, entre otros cargos, los de vicario parroquial de San Vicente de Chucurí, párroco de Las Granjas y la Catedral de Barrancabermeja, asistente del Movimiento “Cursillos de Cristiandad”, vicario de Pastoral y vicario general de la Diócesis de Barrancabermeja, ocupó el cargo de director del Secretariado Nacional de Pastoral Social de la Conferencia Episcopal de Colombia hasta abril de 1992.

## Episcopado
El 29 de abril de 1992 Su Santidad el Papa Juan Pablo II lo nombró Obispo de Sincelejo, recibió su Ordenación Episcopal el 6 de junio de 1992, actuando como Consagrante Principal Monseñor Paolo Romeo, Nuncio Apostólico en Colombia. Actuaron como co-consagrantes el entonces Arzobispo de Cali, Monseñor Pedro Rubiano Sáenz y el Obispo de Barrancabermeja, Juan Francisco Sarasti Jaramillo, C.I.M.
A nivel de la Conferencia Episcopal de Colombia,  fue delegado para el Apostolado del Mar, Encargado de los Colombianos en el Exterior, Miembro del Comité Permanente de la Conferencia Episcopal, Miembro del Comité de Pastoral Social, Responsable de la Movilidad Humana en Colombia.
A nivel de la Región Costa Caribe fue delegado para la Coordinación de la Pastoral Social.
A nivel de la Provincia Eclesiástica de Cartagena fue Coordinador de la Pastoral Provincial de Conjunto, Presidente de la Fundación Red de Desarrollo y Paz de los Montes de María.

## Contribuciones
Nel Hedye Beltrán Santamaría se destacó en el ámbito social participando activamente en distintos procesos de paz de la vida colombiana. Fue mediador solicitado por el gobierno y la guerrilla en los diálogos que terminaron en la reinserción a la vida civil de la Corriente de Renovación Socialista. Además, fue miembro de la Comisión de Conciliación Nacional.